# MathCAD
Mathcad és un programa informàtic d'àlgebra computacional similar a Mathematica, distribuït per PTC. A diferència de Mathematica, MathCad és més intuïtiu d'usar, permet l'ús de plantilles de funcions on només cal escriure els valors desitjats, fins i tot permet la representació gràfica de funcions. Mathcad és un entorn de documentació tècnica amb prestacions de càlcul numèric i simbòlic, que permet explorar problemes, formular idees, analitzar dades, modelar i revisar escenaris, determinar la millor solució, així com documentar, presentar i comunicar els resultats.Algunes de les capacitats matemàtiques de Mathcad es basen en part del codi del programa algebraic Maple (Nucli MathSoft de Maple o Mathsoft  nucli Maple, MKM). MathCad està organitzat com un full de treball, on les equacions i expressions es mostren gràficament, no com a simple text. Entre les capacitats de MathCad hi ha :
- La resolució d'equacions diferencials amb diversos mètodes numèrics
- Gràfica funcions en dues o tres dimensions
- L'ús de l'alfabet grec (lletres gregues majúscules i minúscules)
- Càlcul d'expressions simbòliques
- Operacions amb arranjaments (vectors i matrius)
- Solució simbòlica de  sistemes d'equacions
- Trobar la gràfica (la corba de tendència) d'un grup de dades
- Implementació de subprogrames
- Trobar arrels de polinomis i funcions
- Funcions estadístiques i distribucions de probabilitat
- Trobar valors propis o autovalors és i vectors propis o autovectors